# 14-Cinamoiloksikodeinon
14-Cinamoiloksikodeinon je najpotentniji primer u seriji opijatnih analgetika. On je otkriven tokom 1960-tih i oko 100 puta je potentniji od morfina. On je derivat hidroksikodeinona, koji sadrži 14-cinamatni estar.